# Lasse Holm
Lars-Eric Gustav Holm, detto Lasse (Stoccolma, 9 dicembre 1943), è un cantautore svedese.
Ha rappresentato la Svezia all'Eurovision Song Contest 1986 con il brano E' de' det här du kaller kärlek?, in duetto con Monica Törnell.

## Biografia
Lasse Holm ha avviato la sua carriera musicale nel 1959 nella band Doug and the Millsmen, per poi entrare nel gruppo schlager The Spacemen nel 1962. Ha trovato successo insieme ai Moonlighters, di cui è entrato a far parte nel 1964, e nel corso degli anni '70 e nei primi '80 ha anche fatto parte dei Rankarna e dei Chips.
Nel 1978 il cantautore ha partecipato per la prima volta a Melodifestivalen, il programma di selezione del rappresentante eurovisivo svedese, dove si è piazzato 2º con il brano Miss Decibel, realizzato in collaborazione con Kikki Danielsson e i Wizex. Ha partecipato nuovamente come membro dei Chips nel 1980 e nel 1981, presentando Mycke' mycke' mer e God morgon, che si sono rispettivamente piazzate al 5º e al 2º posto.
Nel 1983 ha composto Främling di Carola Häggkvist, che ha vinto Melodifestivalen e che si è piazzata 3ª all'Eurovision Song Contest 1983. Ha inoltre prodotto l'album di debutto di Carola, che si distingue per essere uno degli album di maggior successo nella storia della Svezia, con oltre un milione di copie vendute in un paese con allora poco più di otto milioni di abitanti.
Lasse Holm ha partecipato per la quarta volta a Melodifestivalen in occasione dell'edizione del 1986, dove ha vinto grazie a E' de' det här du kaller kärlek?, un duetto realizzato con Monica Törnell. Ha potuto così cantare per il suo paese al'Eurovision Song Contest 1986 a Bergen, dove si è piazzato 5º su 20 partecipanti con 78 punti totalizzati. Il singolo ha raggiunto la 17ª posizione della classifica svedese.
Pochi mesi dopo è uscito il suo singolo di maggior successo, Canelloni, macaroni (Pizzeria fantasia), che è arrivato 6º nella classifica nazionale e che ha anticipato il suo album di debutto eponimo, il quale si è fermato alla 23ª posizione in classifica.
Negli anni successivi Lasse Holm si è dedicato ad altre attività oltre il cantautorato. Nel 1987 fondato insieme a Torgny Söderberg la casa discografica CMM con annessa l'etichetta Big Bag Records, di cui è stato presidente fino alla fine del decennio successivo. Nel corso degli anni '90 ha presentato il programma televisivo Sikta mot stjärnorna, e nel 2000 è stato conduttore dell'annuale Melodifestivalen.
Max Martin, autore e produttore di alcuni dei maggiori successi commerciali di musica pop del nuovo millennio, cita Lasse Holm come una delle sue maggiori fonti di ispirazione.

## Discografia

### Album
- 1986 – Lasse Holm
- 1987 – Vindarna vänder om

### Raccolte
- 1988 – Showtime
- 1995 – Lasse Holms bästa

### Singoli
- 1983 – Do re mi
- 1986 – E' de' det här du kaller kärlek? (con Monica Törnell)
- 1986 – Canelloni, macaroni (Pizzeria fantasia)
- 1987 – Hjältar från havet (con Arja Saijonmaa)
- 1994 – Sikta mot stjärnorna
- 2006 – Allt ljus på mig (con i Diggiloogänget)
- 2021 – Inget stoppar oss nu (con Ida Redig)